# 2,5-Dibromphenol
2,5-Dibromphenol ist eine chemische Verbindung, die sowohl zu den Phenolen, als auch zu den Halogenaromaten zählt.

## Darstellung
2,5-Dibromphenol kann aus 2,5-Dibromanilin durch Diazotierung und anschließender Behandlung mit Kupfersulfatlösung hergestellt werden.

## Derivate
Der Methylether kann durch Methylierung mit Dimethylsulfat hergestellt werden und ist auch unter dem Trivialnamen 2,5-Dibromanisol (CAS-Nummer: 95970-08-4) bekannt.